# Stranska vas pri Semiču
Stránska vás pri Sémiču je naselje v Sloveniji.